# Fareham
Fareham (engelskt uttal: [ˈfɛərəm]) är en stad i grevskapet Hampshire i södra England. Staden är huvudort i distriktet med samma namn och ligger mellan städerna Portsmouth och Southampton. Tätorten (built-up area) hade 42 640 invånare vid folkräkningen år 2021. Fareham nämndes i Domedagsboken (Domesday Book) år 1086, och kallades då Fernham.